# Rolleiflex

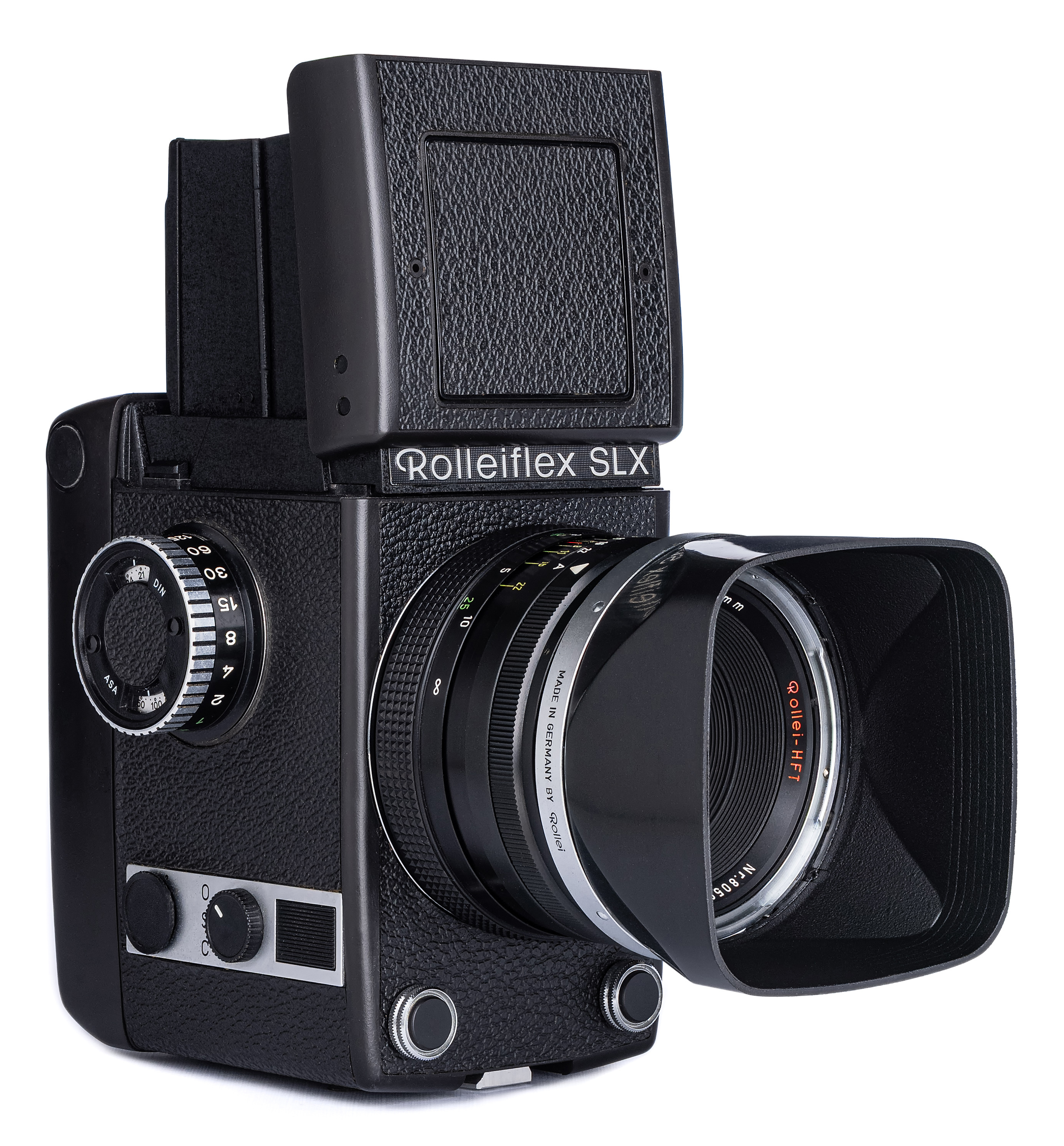
Aparat Rolleiflex SLX

Rolleiflex − marka aparatów fotograficznych produkowanych przez niemiecką firmę Rollei. Bardzo popularne są średnioformatowe Rolleiflexy jednoobiektywowe np. SL 66 oraz SL 6008 integral, dwuobiektywowe – 2,8 F. Lustrzanki na film małoobrazkowy: SL35, SL 35 E. Wysoka jakość wykonania oraz możliwość podpięcia doskonałej optyki Rolleia (bagnet QBM), Voigtländera oraz Carla Zeissa powoduje, iż sprzęt fotograficzny Rollei'a cieszy się sporą popularnością tak u zawodowców jak i amatorów.

## Historia
W roku 1920 kupiec Paul Francke (ur. 30 listopada 1888 w Mühlhausen/Thüringen, zm. 18 marca 1950 w Monachium) oraz technik  Reinhold Heidecke (ur. 2 stycznia 1881 w Aschersleben, zm. 26 lutego 1960 w Brunszwiku) założyli w Brunszwiku firmę Franke & Heidecke.
Firma produkowała początkowo lustrzanki stereoskopowe pod nazwą Heidoscope, potem rozpoczęła produkcję dwuobiektywowych lustrzanek Rolleiflex na format 6x6 cm (i tańszej odmiany Rolleicord) które  stały się aparatem zawodowców i zaawansowanych fotoamatorów.
W okresie po II wojnie światowej pojawiło się wiele naśladownictw dwuobiektywowego Rolleiflexa, od uproszczonego radzieckiego Liubitiela (kopii przedwojennego aparatu Brillant firmy Voigtländer) do nie ustępujących jakościowo wzorowi japońskich lustrzanek dwuobiektywowych. Dopiero pojawienie się lustrzanek jednoobiektywowych z ruchomym zwierciadłem i migawką szczelinową na format 6x6, jak szwedzki Hasselblad, zakończyło dominację klasycznego Rolleiflexa. Firma Rollei zareagowała na to wypuszczeniem różnorodnych modeli, z których żaden nie osiągnął jednak popularności przedwojennej, klasycznej konstrukcji.